# Chrysochamela noeana
Chrysochamela noeana är en korsblommig växtart som först beskrevs av Pierre Edmond Boissier, och fick sitt nu gällande namn av Pierre Edmond Boissier. Chrysochamela noeana ingår i släktet Chrysochamela och familjen korsblommiga växter. Inga underarter finns listade i Catalogue of Life.